# Вихрь Перла
Вихрь Перла — это вихрь сверхтока в тонкой плёнке сверхпроводника типа II, впервые описанный в 1964 году Джудом Перлом. Вихрь Перла подобен вихрю Абрикосова, за исключением профиля его магнитного поля, который из-за преобладающей границы раздела воздух-металл резко расходится как 1/ {\displaystyle r} на небольших расстояниях от центра и медленно затухает, как 1/ {\displaystyle r^{2}} на дальних расстояниях. Вихри Абрикосова, для сравнения, взаимодействуют на очень коротком расстоянии и расходятся как {\displaystyle \log(1/r)} вблизи центра.
Транспортный ток, протекающий через сверхпроводящую пленку, может заставить эти вихри двигаться с постоянной скоростью {\displaystyle v} пропорциональной и перпендикулярной транспортному току. Из-за их близости к поверхности и резкого расхождения полей в их центрах вихри Перла действительно можно увидеть в сканирующий СКВИД-микроскоп. Характерная длина, определяющая распределение магнитного поля вокруг центра вихря, определяется соотношением {\displaystyle \Lambda =2\lambda ^{2}} / {\displaystyle d}, также известный как «длина Перла», где {\displaystyle d} — толщина плёнки и {\displaystyle \lambda } — лондовская глубина проникновения. Поскольку это отношение может достигать макроскопических размеров (~1 мм), сделав плёнку достаточно тонкой, её можно относительно легко измерить и использовать для оценки плотности сверхпроводящих электронов.